# 加藤七郎

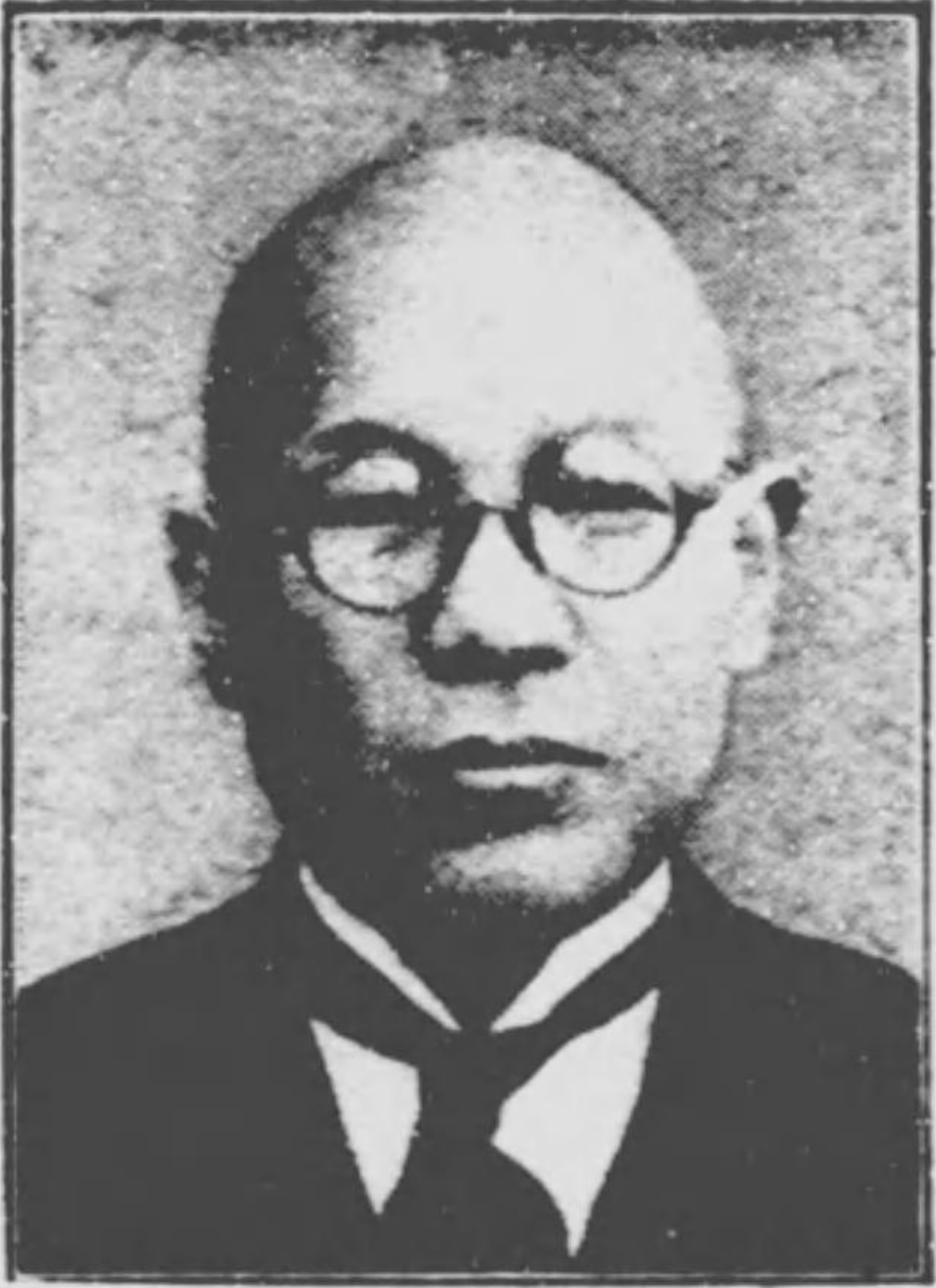
加藤七郎

加藤 七郎（かとう しちろう、1889年（明治22年）9月11日 - 1944年（昭和19年）8月23日）は、昭和時代戦前の政治家。実業家。衆議院議員。静岡県会議長。

## 経歴
静岡県、のちの浜松市上池川町（現・浜松市中央区布橋一丁目）出身。旧制浜松中学校中退。
浜松市会議員、静岡県会議員、同副議長、同議長、浜松市茶業組合長、静岡県茶業組合連合常議員、全国茶業組合中央会議員、日本紅茶、東亜製茶各監査役、東海精機重工業社長、遠州鉱物工業組合理事長を歴任した。
1942年（昭和17年）4月の第21回衆議院議員総選挙では静岡県第3区から翼賛政治体制協議会の推薦を受け出馬し当選。在任中に死去した。